# Église de l'Assomption-de-Notre-Dame de Rouvres
Pour les articles homonymes, voir Église de l'Assomption.
L'église de l'Assomption-de-Notre-Dame, ou église Notre-Dame, est une église catholique située à Rouvres, en France.

## Localisation
L'église est située dans le département français du Calvados, dans le bourg de la commune de Rouvres.

## Historique
L'église Notre-Dame est classée monument historique par arrêté du 7 avril 1879. L'église de Rouvres est plus grande que ne le sont habituellement les églises de campagne. Il n'est pas facile de se rendre compte de toutes les particularités qu'elle représente dans sa construction, car elle offre deux transepts séparés par un très petit espace, une déviation considérable dans l'axe du chœur et d'autres irrégularités bien singulières. Le chœur et le transept oriental datent du XIIIe siècle. La construction de la nef, d'un deuxième transept inachevé et de la tour de la lanterne du premier transept remonte quant à elle au XIVe siècle. La porte est décorée d'archivoltes remarquablement sculptées, portant de chaque côté sur trois colonnes en claire-voie. L'archivolte extérieure est ornée de deux rangs de feuilles de vigne qui se réunissent par leurs extrémités et forment ainsi une guirlande. Derrière ces bouquets, formés par la réunion des feuilles on voit la tête d'un personnage figurant un génie. La guirlande repose à gauche sur un clerc avec une crosse et chasuble, la main droite levée. Des tores garnissent la deuxième archivolte et les détachent de la troisième qui est ornée d'une guirlande d'artichaut disposés comme les premières. derrière chaque bouquet sont des personnages ailés. La flèche est une des plus caractérisées du XIVe siècle que l'on puisse citer : les arcatures, simulées par les arcades de la tour carrée montrent le style de la deuxième moitié ce siècle tel qu'on le trouve en Normandie dans les monuments les plus élégants. La pyramide, si légère et percée d'un très grand nombre de trèfles et de rosaces, parait un peu grêle pour la base, mais il faut remarquer que les quatre angles portaient des clochetons dont les amorces prouvent l'existence. On avait avec ces clochetons voulu imiter la tour de Saint-Pierre de Caen. Un retable très curieux du XIVe siècle ou de la fin du XIIIe offre dans une suite de tableaux séparés les uns des autres par des colonnettes, l'histoire du Christ.
Au cours des bombardements de juin 1944, l'église fut en grande partie détruite et son clocher de l'église s'effondra, et c'est progressivement qu'elle a retrouvé son aspect actuel.

## Architecture

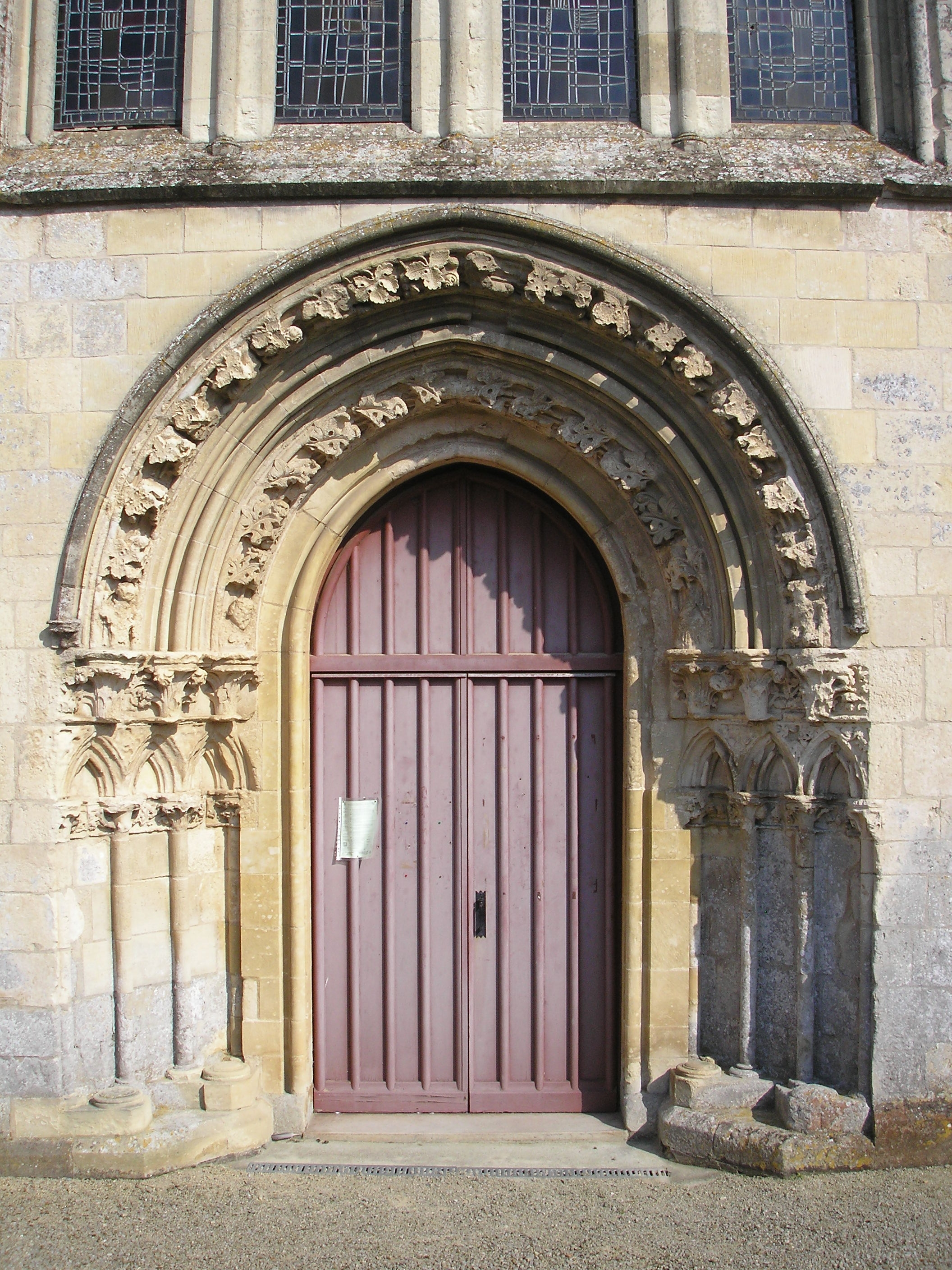
Le portail.